# Linda de Suza
Linda de Suza DmIH (Beringel, Beja, 22 de fevereiro de 1948 – Gisors, Normandia, 28 de dezembro de 2022), nome artístico de Teolinda Joaquina de Sousa Lança, foi uma das mais famosas cantoras portuguesas, emigrante em França. Ficou para sempre reconhecida pela sua mala de cartão, a qual deu origem a um livro autobiográfico líder de vendas com esse mesmo título.

## Biografia
Linda de Suza foi uma das mais reconhecidas cantoras portuguesas em França, terra de "emigrantes", como assim era caracterizada. Nascida no Baixo Alentejo, mais precisamente em Beringel, concelho de Beja, atravessou a fronteira 'a salto' em 1970, para fugir das dificuldades económicas e opressivas de um Portugal não-democrático, veio a transformar-se num importante símbolo da liberdade nacional, pela sua atitude corajosa.
A sua chegada a França com uma criança nos braços e com escassos recursos económicos dificilmente fazia antever que, poucos anos depois, graças à sua voz melodiosa e melancólica, Linda de Suza esgotava plateias sucessivas no Olympia de Paris e conquistava milhares de admiradores que atribuíram à sua discografia imensos galardões de ouro e platina. Amada pelos franceses, chegou mesmo a ser chamada Amália de França por uns, ou Linda Portuguesa por outros. O facto é que nunca negou as suas origens, mantendo nas letras das canções a história da sua vida e do seu país natal.
Começou a cantar no restaurante Chez Loisette, em Saint-Ouen onde foi descoberta pelo compositor André Pascal que a apresenta a outro compositor, Alex Alstone.
Após ser recusada pela editora Barclay (devido ao receio de a sua pronúncia portuguesa não ser aceite pelo público francês), assinou pela Carrere.
Claude Carrére conseguiu que Linda fosse convidada para o programa de televisão "Les rendez-vous du dimanche", de Michel Drucker, onde interpreta a canção "Un Portugais", da autoria de Alex Alstone e Vline Buggy, diante de mais de 20 milhões de telespectadores. O single foi um grande sucesso atingindo o galardão de platina em França.
1979 é o ano de "Uma moça chorava" e do álbum "Amália/Lisboa".
No disco "Vous avez tout changé", Linda conta com a colaboração de Charles Aznavour. "Une fille de tous les pays" alcançou algum sucesso nos tops holandeses.
Em 1982 lança o álbum "L'Étrangère".
"José aime Linda" é o lado B do single "E.T. Petit copain de la nuit" do pequeno Damian. Ela escreveu as letras de "Super Damiano", "José aime Linda", "Au nom de tous les enfants" e "Noël des mamans".
Lançou os discos "Comme vous" e "À l'Olympia" (duplo ao vivo).
Em 1984 publicou um livro (romance) biográfico intitulado "A Mala de Cartão" que deu a conhecer ao mundo a sua verdadeira história.
A 1 de outubro de 1985 foi feita Dama da Ordem do Infante D. Henrique.
"La valise en carton" é transformado, em 1986, numa comédia musical com a participação de Jean-Pierre Cassel.
A Victória Records lança em Portugal um disco com temas interpretados em português e em espanhol.
O filme "A Mala de Cartão"/"La valise en carton" foi produzido em 1988. Participaram nomes como Irene Papas e Raul Solnado. É transmitido na RTP e na Antenne 2.
Participou na gravação do disco "Pour toi, Arménie" promovido por Charles Aznavour.
Novo álbum "Qu’est-ce que tu sais faire?" que contou com a colaboração do seu filho, Carlo Lança, no tema "Dis-moi pourquoi".
Em Portugal foi editada uma versão em português pela MBP. As gravações em Portugal decorreram no Angel Studio. No disco aparecem os temas "Lição de Amor", "Pela Estrada Fora", "Que Si Que No", "Regressa Amor" e "Terna Avozinha".
Participou no tema "Les gens des barraques" dos La Harissa.
Linda adaptou para português canções como "Um Português", "Ó Malmequer mentiroso", "Ó Malhão Malhão" (1982), "Meu lírio Rouxo" (1991). Tozé Brito também escreveu letras para a cantora.
Cantou em cinco línguas: alemão, inglês, espanhol, francês e português.

## Vida pessoal
Foi criada num orfanato, o asilo D. Pedro V, dos 5 aos 11 anos. Quando atuou pela primeira vez no Olympia de Paris, fez questão de convidar a progenitora a vê-la ao vivo. Antes de emigrar para França trabalhou numa fábrica têxtil e como empregada de servir, na Amadora.
Emigrou clandestinamente para França em 1970, com um filho nos braços, onde foi durante nove anos mulher-a-dias.
Em 2010 foi noticiado na imprensa que a cantora foi vítima de várias fraudes e encontrava-se arruinada e dizia não receber "quase nada" de direitos de autor nem da Caixa francesa de Aposentações.
Em janeiro de 2015, a artista afirmou receber apenas 400 euros de reforma.
Em setembro de 2022, a cantora foi internada em estado muito grave num hospital francês. A artista sofria de distúrbios psicológicos e os médicos diziam-se preocupados por ela ter deixado de comer, falando numa crescente redução das hipóteses de recuperação.
Teve um único filho, João Lança, nascido em 1968 que vive em Lisboa. Tinha dois netos: Michael e Gabriella.
Em 2020, Linda de Suza foi internada de urgência, após ter contraído COVID-19. Venceu a doença, mas esta terá deixado de sequelas. Em setembro de 2022, foi internada em estado muito grave, sendo que, entre as razões apontadas para o seu internamento estavam distúrbios psicológicos.
Morreu no hospital de Gisors, no departamento de Eure, perto da sua casa na Normandia no dia 28 de dezembro de 2022 , após ter contraído COVID-19.
Na sequência da sua morte, o presidente da República Portuguesa, Marcelo Rebelo de Sousa, evocou Linda de Suza como "exemplo de determinação" e "um ícone francês da emigração portuguesa e, portanto, um ícone de Portugal".

## Discografia

### Álbuns
- Amalia/Lisboa - Carrere - 1979 - CA 631
- Vous Avez Tout change - Carrere - 1981 - 67807
- Canta Português - Carrere - 1981
- L'Etrangère - Carrere - 1982 - 67909
- Comme Vous - Carrere - 1983 - 66029
- à l'olympia - Carrere - 1983 - 67971
- La Chance - Carrere - 1984 - DK 621
- La Valise En Carton - Carrere - 1986 - 66346
- Qu’est ce que tu sais faire? - RM2 - 1988 - DRM 008
- simplement vivre - 1991
- Tiroli Tirola

Edições portuguesas
- Linda de Suza (Victoria Records, 1987)
- Que Fizeste à Vida (MBP, 1989)

### Singles
Edições francesas
- Un Portugais - Carrere - 1978 - 49344
- Uma Moça Chorava/La Fille Qui Pleurait - Carrere - 1979 - 49461
- Lisboa/Je Ne Demands Pas - Carrere - 1979 - 49541
- Amália/Les Oeillets rouges - Carrere - 1979 - 49580
- Tiroli-Tirola/Não Te Cases - Carrere - 1980 - 49593
- Hola!La vie/Le Moissonneur - Carrere - 1980 - 49631
- Un Enfant Peut Faire Chanter Le Monde/Vive La Liberté - Carrere - 1980 - 49669
- Frente a Frente/Face à Face - Carrere - 1981 - 49731
- Toi, mon amour caché/Dans les yeux de l’homme qui nous aime - carrere - 1981 - 49770
- Chuvinha (Petite pluie)/Chuva… Chuvinha - Carrere - 1981 - 49838
- La Maison de Cet ete/O Malmequer Mentiroso - Carrere - 1982 - 50016
- O malhão malhão/On est fait pour vivre ensemble - Carrere - 1982 - 13028
- L'étrangère/Maria Dolores - Carrere - 1982 - 13133
- Une fille de tous les pays/Nasci para cantar - Carrere - 1982 - 49904 [49863/1981]
- Si Tu Existes Encore/Vous Les Hommes - Carrere - 1982 - 49930
- Canto Fado (Medley)/Superstitieuse - Carrere - 1983 - 13169
- Comme Un Homme/Kennedy - Carrere - 1983 - 13300
- Mariniehro/Coimbta (Avril Au Portugal) - Carrere - 13345 - 1983
- Comme vous/C’est l’amour - Carrere - 1984 - 13399
- Mariniehro/Tu Seras Son Pere - Carrere - 1984 - 13524
- Un Jour On Se Rencontrera/Bailinho da Madeira - 1984 - 13596
- Un Jour On Se Rencontrera/Aventurier - Carrere - 1984 - 13633
- Gri Gri/Un jour ici, un jour ailleurs - Carrere - 1984 - 13686
- La chance /Niño Mau - Carrere - 1984 - 13766
- Rendez-le moi/Como um portugues sem fado - Carrere - 1985 - 13897
- Cavaleiro/L’exil - Carrere - 1986 - 13949
- La Volonté/De Moi Ici A Moi La-Bas - Carrere - 1986 - 14004 - comedie Musical
- Maradona/Nos Yeux Font L'amour - Carrere - 1987 - 14239
- Ça Ne s’oublie pas/Canta Teu Passado - CBS - 1988 - 651479
- Dis-moi pourquoi/Qu’est ce que tu sais faire ? - RM2 - 1989 - DRM 008
- Les enfants de Balaïa/Os Meninos da Balaia - RM2 - 1990 - DRM012
- En chaque enfant se cache une fleur/Meu lirio rouxo Lança/Epsilon/Polygram - 1991
- Rien qu’un sourire/Ne perds pas l’espoir - Epsilon/Polygram - 1991 - 8793487

Edições portuguesas
- Um Português/Un Portugais - Phonogram - 1978
- La Fille Qui Pleurait / Le Portugais - P - Polygram - 1979

### Outros
- superstitieuse le rossignol de lisbonne - Carrere Canada - DK5024
- take me back to the time/ if you don't love me, let me go - Carrere - 1986 - 13962
- Bate O Pé - GAMMA - GCD-1785 PROMO - 1989
- Bate o Pé/Vou Eu Vou - 190169
- pela estrada a fora/qu'est ce que tu faire? CNR - 1989 - 1454877
- Hör die Musik/Grossmama in Jeans Activ Records - 1989 - 57232405

### Compilações
- L'étrangère - Sound and Vision - 1991
- Ses plus belles chansons - AB - 1992
- Best of Linda de Suza - Arcade - 1995
- Linda de Suza (Todos os Êxitos) - Nucafe Records / DistriRecords - 2011
- Linda de Suza (40 chansons d'Or) - Warner Music France - 2015
- Linda de Suza (20 Canções) - Warner Music Portugal - 2015